# Puygaillard-de-Quercy
Puygaillard-de-Quercy es una población y comuna francesa, en la región de Mediodía-Pirineos, departamento de Tarn y Garona, en el distrito de Montauban y cantón de Monclar-de-Quercy.

## Demografía
| 356 | 308 | 265 | 296 | 274 | 271 |
| Para los censos de 1962 a 1999 la población legal corresponde a la población sin duplicidades (Fuente: INSEE [Consultar]) |     |     |     |     |     |